# Olimpo (personaje)

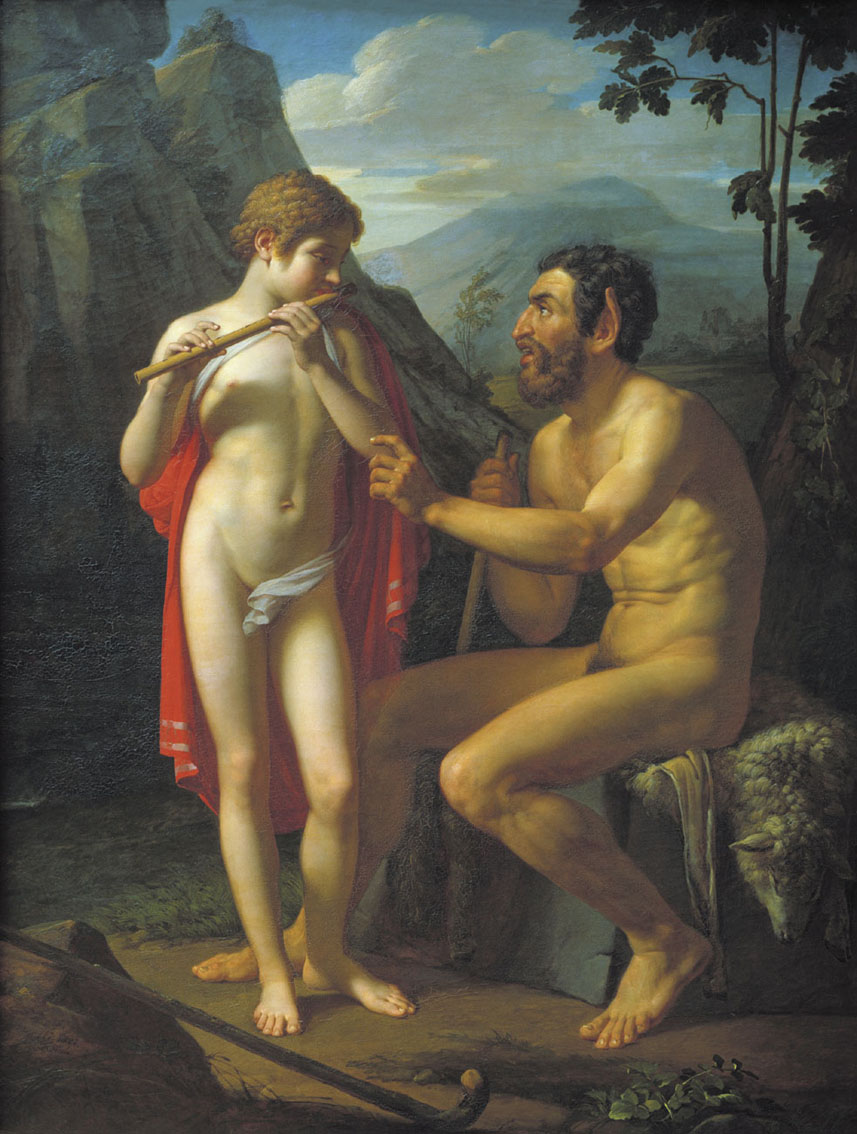
Pyotr Basin.Marsias enseña al joven Olimpo a tocar la flauta. 1821. Oleo sobre tela

En la mitología griega Olimpo (en griego Ὄλυμπος, Ólympos) es el nombre de uno o varios personajes, difíciles de diferenciar, pues los autores a menudo los confunden indistintamente. Pudiera ser el personaje epónimo del monte Olimpo. Sea como fuere cada autor da una versión diferente.
| Referencia | Particularidades |
| ---------- | --- |
| Estrabón   | Los poetas asimismo, cuando establecen una unidad entre las tradiciones de Sileno, Marsias y Olimpo, los hacen en sus relatos inventores de la doble flauta, los conectan también con los ritos dionisíacos y frigios; y a menudo en confusa asimilación hacen resonar el Ida y el Olimpo con el mismo tamboril como si se tratara de la misma montaña. Cierto es que en el macizo del Ida, en la región de Antandria, se encuentran cuatro picos con el nombre de Olimpo, y que hay un monte Olimpo en Misia, vecino del Ida, pero independiente. Otros creen que Olimpo fue el erómeno de Marsias. |
| Higino     | Durante los Juegos Olímpicos Olimpo, discípulo de Marsias, ganó en un concurso de flauta. En otra edición Eumolpo ganó un certamen de canto al son de la flauta de Olimpo. Apolo derrotó a Marsias, lo colgó de un árbol y se lo llevó a un escita, quien lo desolló miembro a miembro. Apolo cedió el resto del cuerpo para que fuese enterrado por su pupilo Olimpo. De su sangre brotó un río que fue llamado «Marsias». En otra fuente se nos dice al respecto que «Apolo mató también al hijo de Olimpo, Marsias».                                                                              |
| Focio      | «La tumba que pasa por la de Zeus en Creta es la de Olimpo, que recibió a Zeus, hijo de Cronos, lo crio y le enseñó cosas divinas; pero Zeus, según se dice, abatió a su padre adoptivo y maestro porque había empujado a los gigantes a atacarle a su vez; pero cuando hubo golpeado, ante su cuerpo se llenó de remordimiento y, como no podía aplacar su pena de otra manera, dio su propio nombre a la tumba de su víctima». |
| Clemente   | Con Calcea, referida simplemente como una ninfa, Zeus fue padre de un tal Olimpo. |
| Diodoro    | Después Cíbele, tras unirse a Olimpo, engendró a Alce y dio a la diosa su propio nombre, Cíbele. |
| Apolodoro  | De Eubea, hija de Tespio, en unión con Heracles, nació Olimpo. |

Además de estos se cita a un tal Olimbro ((Ὄλυμβρος), llamado hijo de Urano y Gea, y cuyo nombre pudiera ser simplemente una variación gráfica por Olimpo.